# Alxa Gaoyuan
Alxa Gaoyuan, Alashan, Ałaszan (chiń. 阿拉善高原; pinyin Ālāshàn Gāoyuán) – pustynna wyżyna w północnych Chinach, w zachodniej części regionu autonomicznego Mongolia Wewnętrzna oraz północnej części prowincji Gansu. Stanowi zachodni fragment Równiny Wschodniomongolskiej. Od zachodu ograniczona jest masywem Mazong Shan, od wschodu pasmem Helan Shan, od południa pasmami Heli Shan i Longshou Shan, na północy dochodzi aż do granicy z Mongolią. Wznosi się na wysokość 900–1300 m n.p.m. Występują na jej obszarze pustynie piaszczyste, żwirowe i kamieniste. Przez wyżynę przepływa rzeka Ruo Shui, która zasila jeziora Gaxun Nur i Sogo Nur. Wzdłuż jej brzegów ciągną się bujnie porośnięte trawą pastwiska.